# Jacques Potdevin
Jacques Potdevin, né le 14 septembre 1949 à Paris, est un expert-comptable et commissaire aux comptes français. Il s'engage dans de nombreuses instances professionnelles de la comptabilité françaises et internationales.

## Biographie
Jacques Potdevin est né en 1949 en France. Son père Roger Potdevin était lui-même expert-comptable et commissaire aux comptes,.
En 1975, à l'âge de 26 ans, Jacques Potdevin est inscrit comme commissaire aux comptes et obtient son diplôme d'expertise comptable. Peu de temps avant, son père décède et il se retrouve propulsé à la tête du cabinet familial qu'il vient de prendre en charge de manière plus brusque et rapide que prévu. Le cabinet connaît une forte expansion sous sa direction.
Jacques Potdevin cultive une passion pour la bande dessinée et le voyage en mer. Il est également mécène des Climats de Bourgogne et officier-commandeur de la confrérie des chevaliers du Tastevin.

## Engagement
Jacques Potdevin marque sa carrière par son engagement pour la transparence des métiers de la comptabilité et l'ouverture aux normes comptables européenne des pays de l'ancien bloc de l'est.
Proche de René Ricol,, en 2008 il participe avec lui à la fondation de l'ADACEIP (Association de Développement des Activités de Commissariat aux Comptes des Entitiés d’Intérêt Public), dans une volonté de fédérer les cabinets indépendants face à la concentration du marché au sein des « Big Four »,.

## Parcours professionnel

### Au niveau national
Il préside le cabinet Jacques Potdevin et Associés (JPA), depuis 1975. Le cabinet est membre de l'APEi, association professionnelle reconnue par l’Autorité des marchés financiers.
Il est maître de conférences à HEC-entrepreneurs.

### Au niveau international
Jacques Potdevin fonde en 1987 JPA International, réseau de cabinets d'expertise comptable et de commissariat aux comptes présent dans 82 pays. JPA International est classé parmi les 25 plus grands réseaux mondiaux de comptabilité.

## Activités institutionnelles
Entre 1985 et 1987, il occupe la présidence de la Compagnie régionale des commissaires aux comptes de Paris. De 1989 à 1991, Jacques Potdevin assume la présidence de la Compagnie nationale des commissaires aux comptes (CNCC). À ce poste, il participe activement à la défense et à la promotion de la profession au niveau national,.
Parallèlement, Jacques Potdevin s'engage de manière durable au Conseil supérieur de l'ordre des experts-comptables (CSOEC) où il pilote notamment les actions de coopération internationale jusqu'en 2005, en particulier avec des pays de l'Europe de l'Est et du Sud-Est asiatique.
Il préside la Compagnie des Conseils et Experts Financiers en orientant ses travaux vers l’évaluation des entreprises et les missions pluriprofessionnelles de 1997 à 2001.
Sur le plan européen, Jacques Potdevin devient délégué français à la Fédération des experts-comptables européens (FEE) en 1998. Il occupe ensuite les fonctions de trésorier puis de président de 2006 à 2008. À ce titre, il œuvre au développement et à l'harmonisation de la profession au niveau continental notamment au travers de l'application des normes IFRS.
Il est également membre du « High Level Group » chargé de propositions pour la réduction des charges administratives auprès de la commission européenne de 2007 à 2013,.
Jacques Potdevin siège également dans diverses organisations internationales comme l'IFAC, où il promeut les standards comptables et la convergence des pratiques au niveau mondial. Il est également membre du bureau de l’International Valuation Standards Council (en) depuis 2021.

## Distinctions et décorations
- Officier de la Légion d'honneur[14]

- Officier de l'ordre national du Mérite[15]

## Publications
- Jacques Potdevin, Le commissaire aux comptes, Delmas, coll. « Ce qu'il vous faut savoir », 1996 (ISBN 978-2-247-02178-9)

- Maurice Petitjean (préf. Jacques Potdevin), Les missions de commissariats sur désignation des tribunaux de commerce: apports en nature, avantages particuliers, fusions... guide pratique d'utilisation, diligences prescrites, plans de rapports ciblés, IMA Gualino-Lextenso éd, 2010 (ISBN 978-2-297-01302-4)